# Muzeum Bomby Atomowej w Nagasaki
Muzeum Bomby Atomowej w Nagasaki (jap. 長崎 原 爆 資料 館, Nagasaki Genbaku Shiryōkan) – muzeum historyczne w Nagasaki w Japonii, poświęcone atakowi atomowemu na to miasto. Obok muzeum znajduje się Narodowa Sala Pamięci Pokoju Ofiar Bomby Atomowej w Nagasaki, zbudowana w 2003. 

## Opis i zbiory
Pierwotnie zbiory były od 1955 eksponowane w Międzynarodowym Domu Kultury, a od kwietnia 1996 Muzeum posiada własną siedzibę, w której znajdują się eksponaty, związane z historią powstania broni atomowej oraz z atakiem jądrowym na Nagasaki i jego skutkami.
Kiedy bomba została zrzucona 9 sierpnia 1945 o godzinie 11:02:35, 20 dzielnic w promieniu jednego kilometra od epicentrum zniszczyła wysoka temperatura i fala uderzeniowa wybuchu jądrowego. Dzieła zniszczenia dopełniły pożary. Zginęło co najmniej 70 tysięcy osób. Muzeum pokazuje, jak wyglądało miasto przed zniszczeniem. Zbiory obrazują skutki bombardowania; jest tu replika zniszczonej wybuchem frontowej ściany Katedry Urakami, która znajdowała się 500 m od epicentrum wybuchu. Są tu także liczne spalone różańce – jedyna pamiątka po kilkudziesięciu osobach, które zginęły wówczas w katedrze. Znajdują się tu także ulotki amerykańskie zrzucone nad miastem przed wybuchem, ostrzegające przed skutkami ataku i wzywające mieszkańców do opuszczenia miasta. W zbiorach znajdują się również stopione temperaturą wybuchu butelki, kości ludzkiej dłoni przyklejone do kawałka stopionego szkła, spalone ubranie, pudełko na drugie śniadanie ze zwęgloną zawartością oraz hełm z resztkami czaszki ofiary na wewnętrznej powierzchni. Jest tu także model bomby Fat Man. Muzeum przedstawia szkody spowodowane przez promieniowanie i wybuch, apele ocalonych, a także przeprowadzone działania ratownicze i pomocowe.

## Galeria

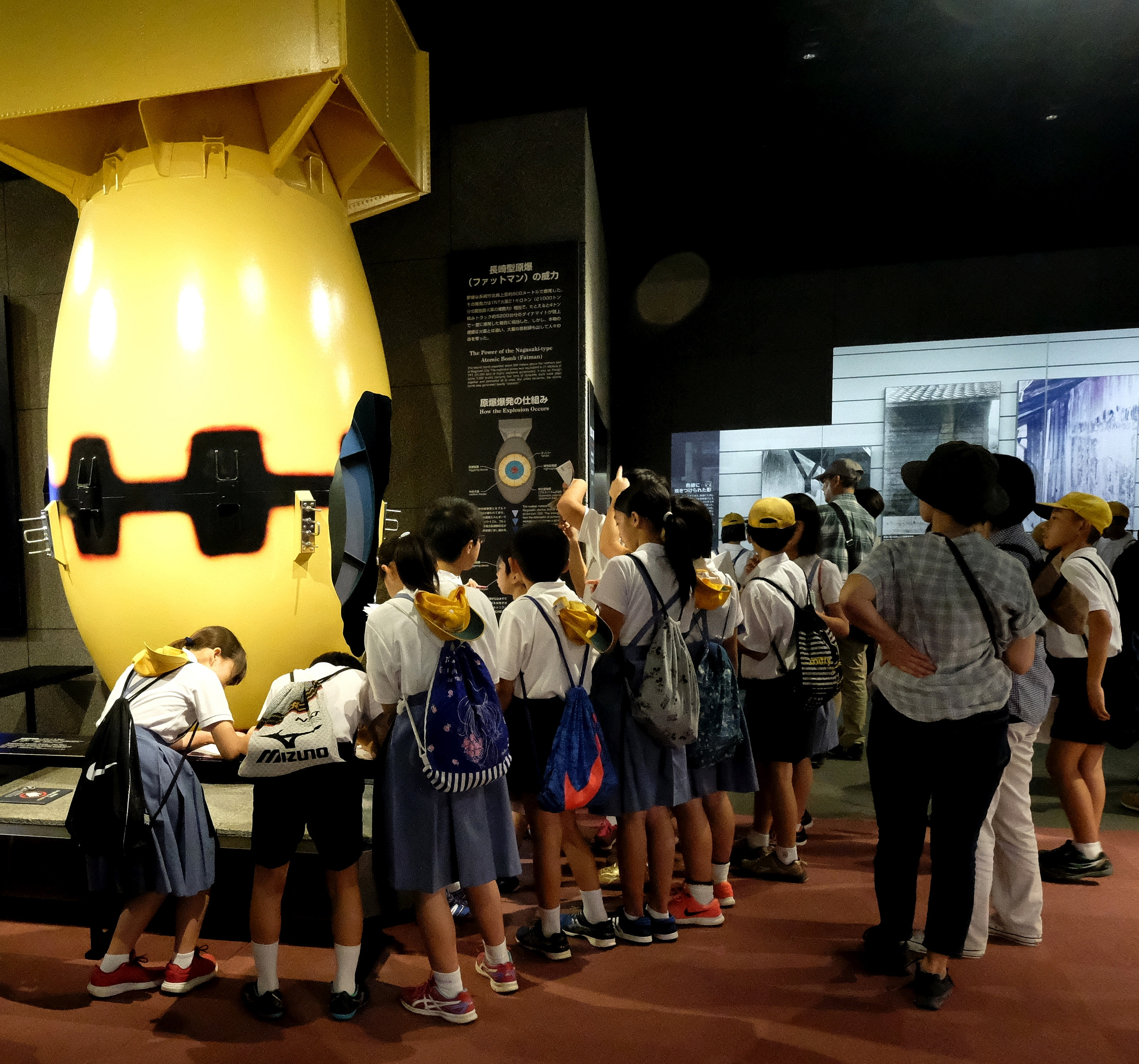
replika bomby Fat Man
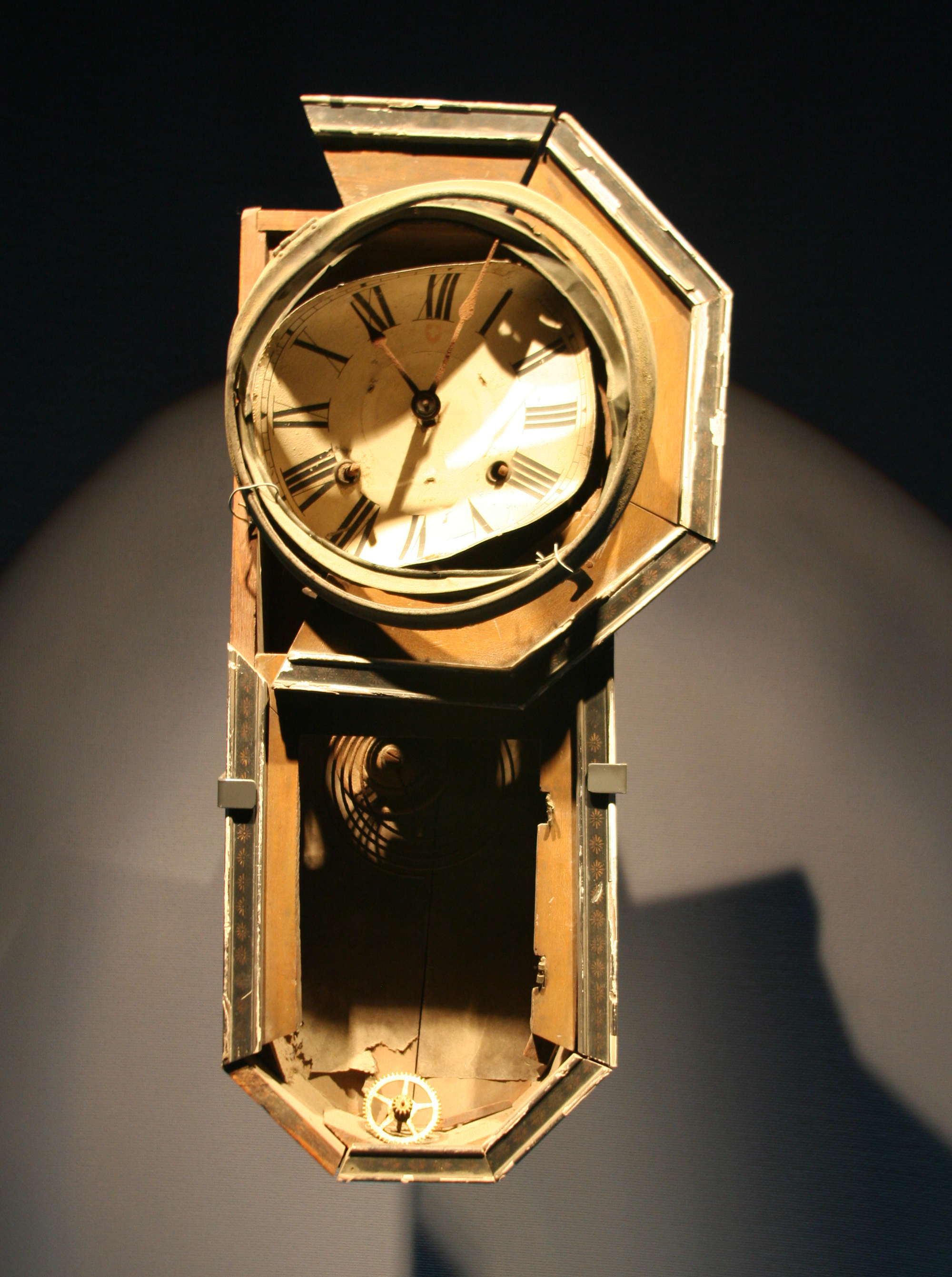
zegar zatrzymany w chwili wybuchu
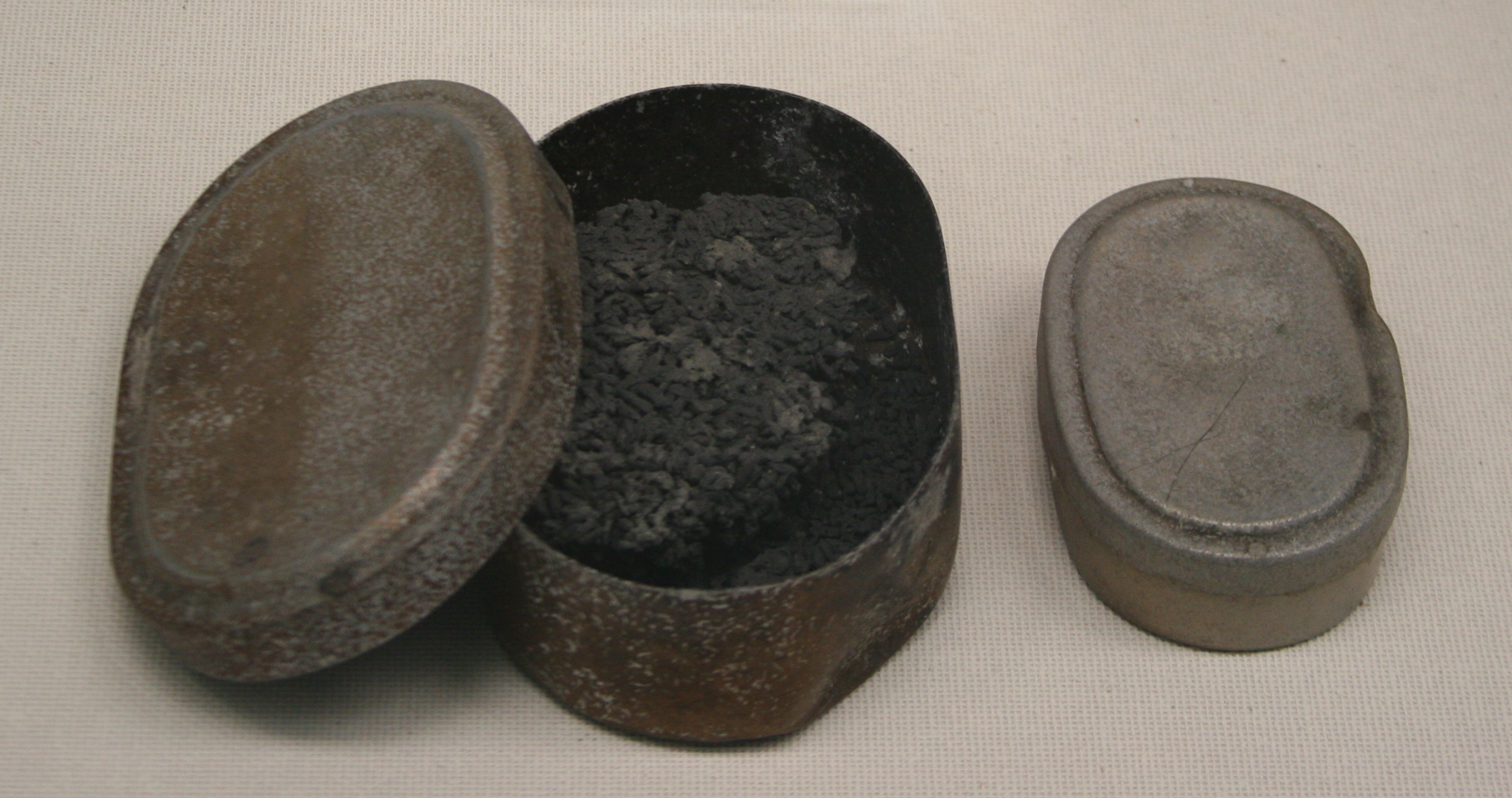
pudełko ze zwęglonym jedzeniem
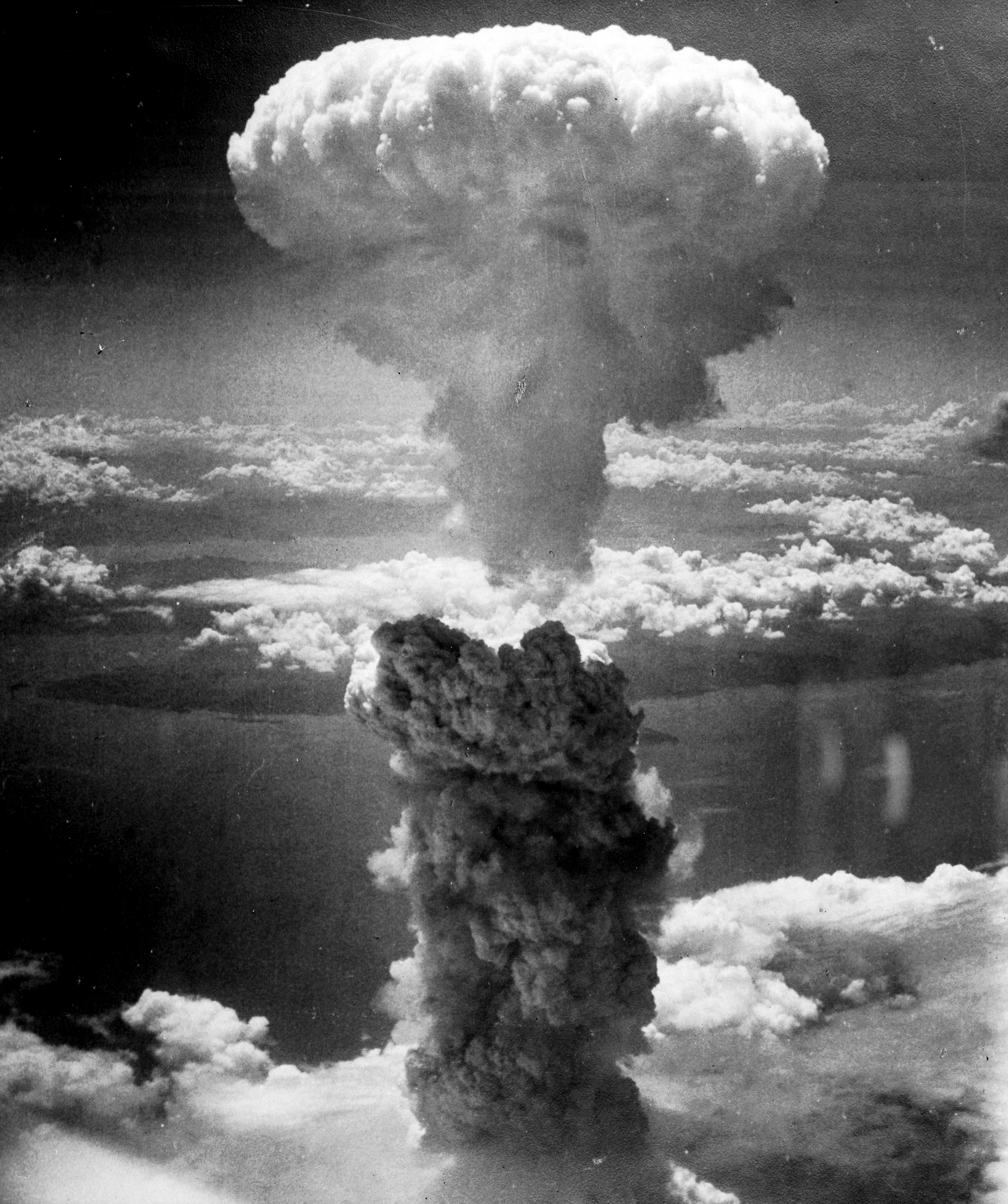
Grzyb dymu po wybuchu
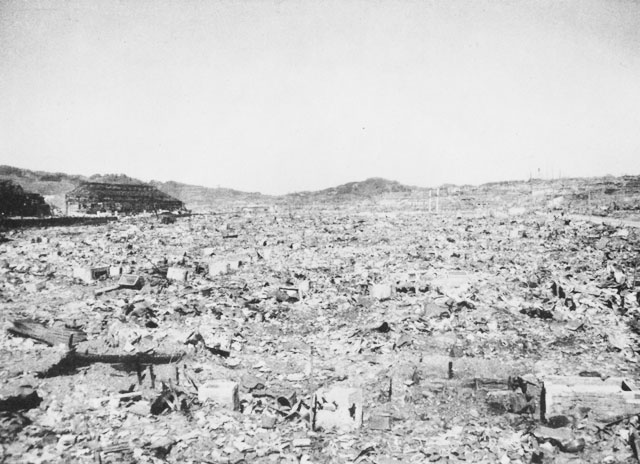
Nagasaki zniszczone wybuchem
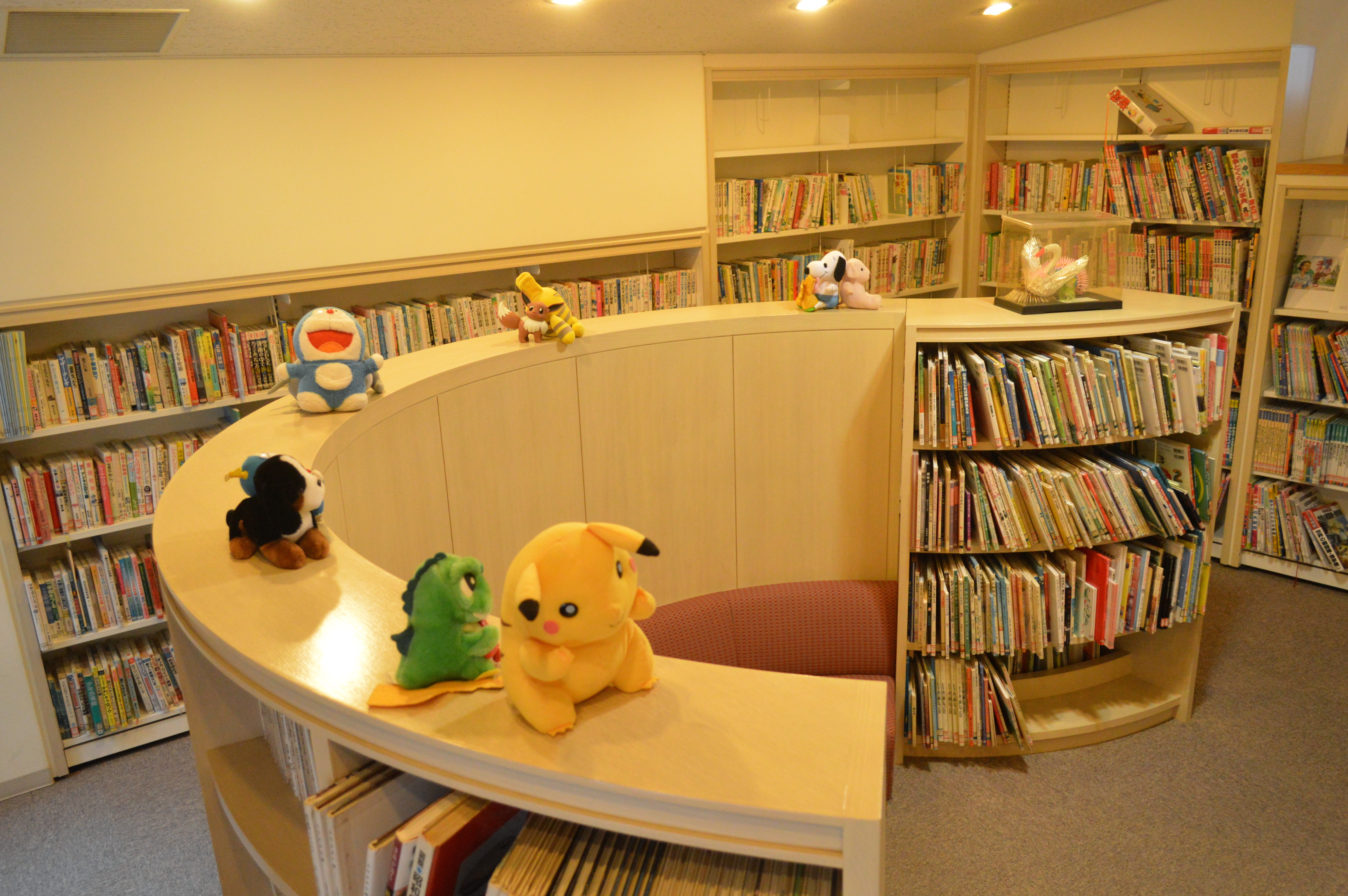
biblioteka muzeum